# Traditionelle thailändische Medizin
Die traditionelle thailändische Medizin hat sich alten Aufzeichnungen zufolge vor etwa 5.000 Jahren aus den Diagnose- und Therapiekonzepten der traditionellen chinesischen Medizin und der indischen Ayurveda entwickelt. Sie war bis ins letzte Jahrhundert in Thailand der einzige Zugang zur Heilung von Krankheiten. Sie wurde durch Mönche, aber auch durch akademische Heiler angeboten und beruht hauptsächlich auf der Anwendung von Heilpflanzen.
Für die Thais haben Pflanzen eine spirituelle Bedeutung. So gibt es in jedem Thai-Haus Plätze, wo Pflanzen wachsen sollen. Bäume, welchen energetische Kräfte nachgesagt werden, müssen sich an der Vorder- oder Rückseite des Wohnhauses befinden.
Während durch die Kolonialmächte Frankreich (Indochina) und England (Indien) das fernöstliche Heilwissen dieser Länder früh in den Westen gelangte, geschah dies in Thailand nicht. Erst seit dem Vietnamkrieg hatten westliche Forscher die Möglichkeit, sich die Volksmedizinen Thailands anzusehen. Laut Pharmakopoe leben in Thailand etwas über 15.000 Pflanzenarten, in ganz Europa nur etwa 3.000. Damit erklärt sich eine lange Tradition der Phytotherapie.
Die getrockneten Fruchtschalen von Garcinia atroviridis (thailändisch: som khaek –  ส้มแขก) sind das meistverkaufte Heilkraut Südostasiens zur Behandlung von Übergewicht und erhöhten Blutfettwerten. Thunbergia laurifolia (thailändisch: rang tschut) soll leberentgiftende und antiallergische Wirkung haben. Andrographis paniculata (thailändisch: fa thalai chon – ฟ้าทะลายโจร) ist ein Mittel gegen grippale Infekte. Zingiberacea-Gewächse werden wegen ihrer Rhizome als wirksam gegen Krebs angesehen. Auch ein Kraut namens Murdannia loriformis (thailändisch: ja pak-king – หญ้าปักกิ่ง) soll gegen verschiedene Krebsarten helfen. Als harntreibendes Mittel ist Orthosiphon aristatus („indischer Nierentee“) gebräuchlich. Aloe vera (thailändisch: ว่านหางจระเข้), eine südostasiatische Heilpflanze, stammt aus Thailand und wird dort seit circa 6.000 Jahren in verschiedenen Anwendungsformen gebraucht. Zwei Pflanzen, welche ausschließlich in Thailand wachsen sind Pueraria mirifica (thailändisch: kwao khruea khao – กวาวเครือขาว, gegen Wechseljahresbeschwerden) und Butea superba (thailändisch: kwao khruea daeng oder kwao khruea dam – กวาวเครือแดง bzw. กวาวเครือดำ, ein auch als „thailändisches Viagra“ bezeichnetes Potenzmittel).
Im letzten Jahrzehnt gibt es eine „Rückbesinnung“ auf die thailändische Volksmedizin im breiten Ausmaß. Es wurde mit staatlicher Hilfe ein universitäres Primary Health Care System ins Leben gerufen, um der Bevölkerung pflanzliche Heilmittel nahezubringen, welche den zunehmenden Zivilisationskrankheiten Herr werden sollen. Diese Initiative wurde vom Königshaus finanziell unterstützt. Neu ist auch ein Home Garden Program, welches die Thailänder auffordert, sich in Hausgärten, aber auch auf Balkonen und Veranden Heilkräuter zu pflanzen, um Kosten im Gesundheitswesen zu sparen.